# Ledce (okres Kladno)
Ledce (Duits: Ledetz) is een Tsjechische gemeente in de regio Midden-Bohemen en maakt deel uit van het district Kladno.
Ledce telt 484 inwoners (2023).

## Geografie

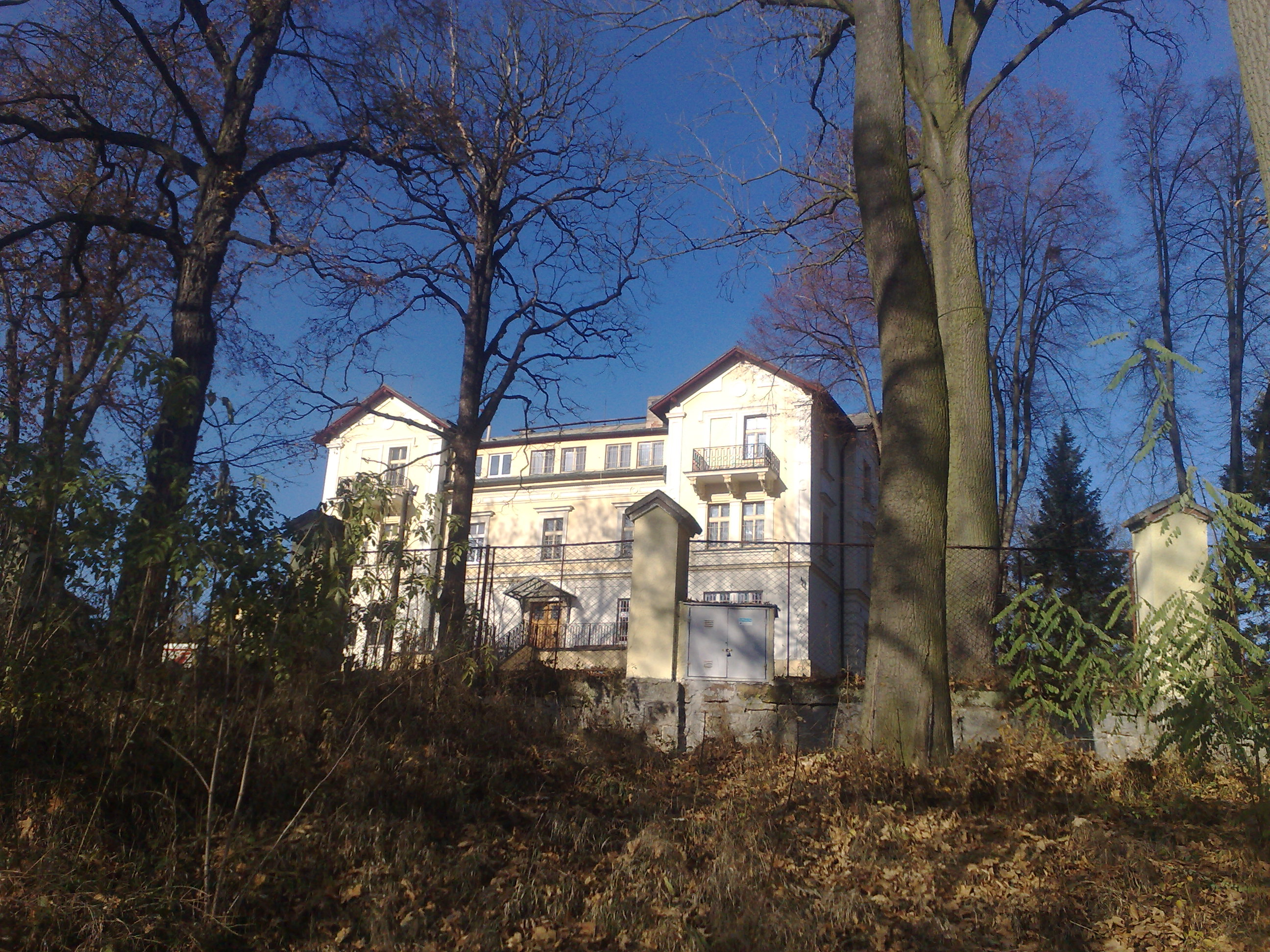
Gebouw van het voormalige kuuroord

Het dorp ligt in een glooiend bekken in het natuurgebied Džbán, nabĳ het voormalige kuuroord Šternberk. De nabijgelegen bossen vormen een hoefijzer dat zich uitstrekt van de zuidkant via het westen naar de noordkant. Aan de oostkant loopt het bekken uit in het brede laagland van Slánská. Het dorp beschikt over vier vĳvers, waarvan één kweekvijver.

## Etymologie
De naam Ledce is waarschijnlijk ontstaan uit een verkleinwoord van lado of lada wat onvruchtbaar, ongebruikt land betekent. Ledce betekent dan dus klein, onvruchtbaar stuk land. Het dorp heeft in de loop der jaren verschillende naamsveranderingen ondergaan, waaronder Leden, Ledeč, Ledec či en Ledetz.

## Geschiedenis
Er waren verschillende prehistorische nederzettingen in het gebied van Ledce, zoals blijkt uit de vondst van skeletten in met stenen bedekte graven. Ook zĳn restanten van schepen, stenen beitels, gouden rollen en barnstenen kralen aangetroffen. De beitels waren afkomstig uit de bronstijd.
Vanwege het grote aantal dorpen met de naam Ledce is het niet duidelijk hoe oud het huidige dorp precies is. De eerste schriftelijke vermelding van het dorp dateert uit 1400, toen het dorp in handen was van Prokop van Ledce, die in 1403 naar Levý Hradec verhuisde. Daarna werd het dorp overgenomen door Petr Kočvara en na hem zijn zoon Václav van Ledce. Tussen 1437-1439 was Otík van Bysně eigenaar van Ledec. De nederzetting Šternberk maakt deel uit van het dorp en was toentertĳd in handen van de familie Martinic uit Smečno.

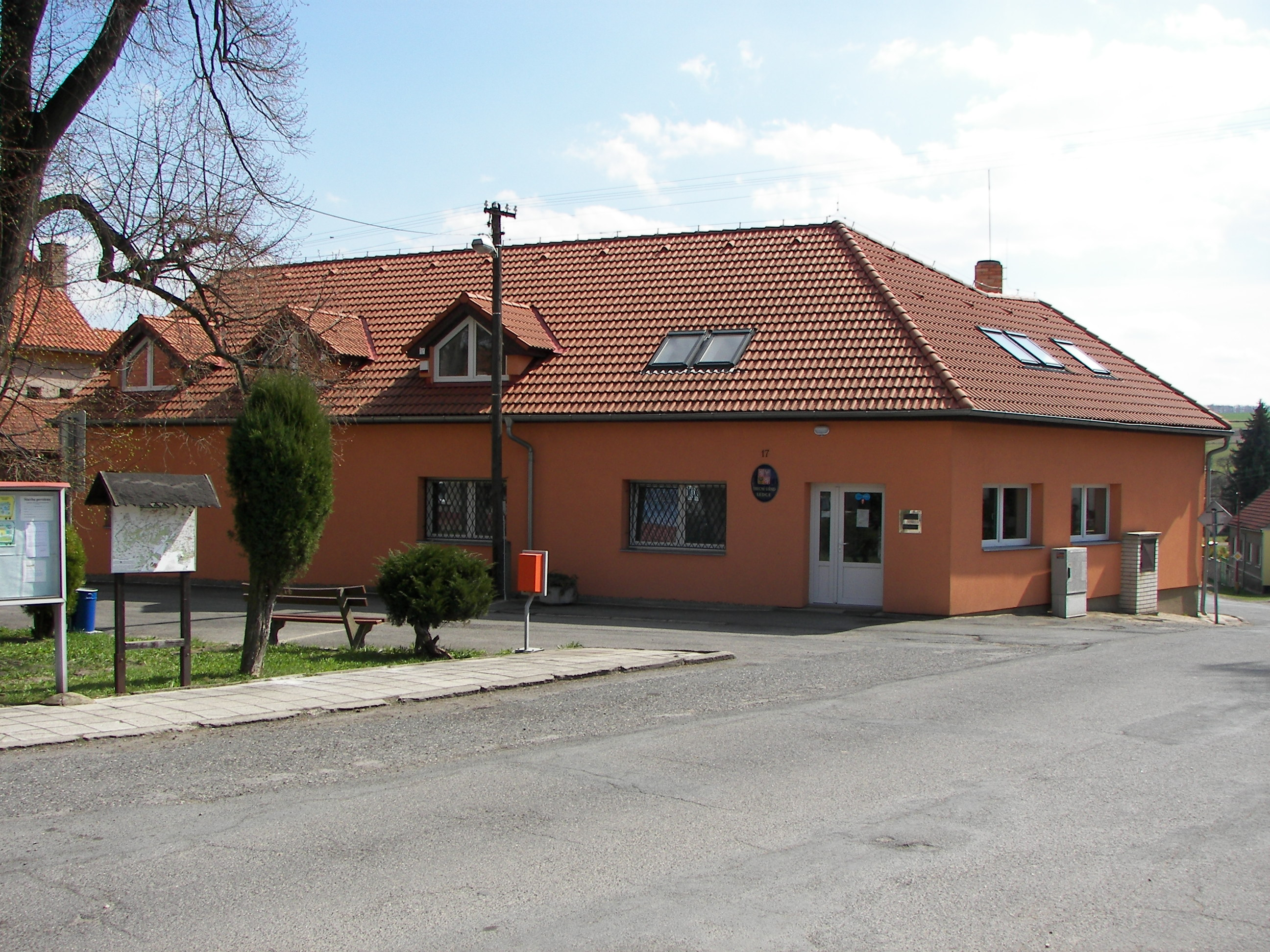
Gemeentehuis

Van 1524 tot 1945 was de familie Martinic ook eigenaar van Ledce. Tussen Ledce en Šternberk werd een fort genaamd Dvořiště gebouwd. Het fort stond bĳ de dam van het Zikaňákbekken, maar is niet meer aanwezig. De Johannes-de-Doperkapel op het dorpsplein dateert uit 1782 en werd in 1866 door architect Achille Wolf vergroot en van een neoromaans uiterlĳk voorzien. Datzelfde jaar kwamen tevens soldaten die in de Pruisisch-Oostenrijkse Oorlog vochten naar het dorp. Hierop zochten de inwoners van Ledce hun toevlucht in de nabijgelegen bossen. Toen ze na een tĳd weer terugkwamen in het dorp, wachtten de soldaten hen op bĳ bovengenoemde kapel.
Sinds 1960 is Ledce een zelfstandige gemeente binnen het district Kladno.

## Lokale cultuur

### Evenementen
- Op de laatste dag van april wordt een vuur aangestoken in de plaatselijke speeltuin, waar traditioneel een heks wordt verbrand. Vroeger was dit een echte heks; tegenwoordig is dit een pop.

- In mei wordt de Oud-Boheemse Meidag gehouden. Er trekt dan een processie door het dorp en aan het hoofd daarvan nemen verschillende vertegenwoordigers van de mannelijke dorpsbevolking ongehuwde meisjes mee, met wie ze dansen. 's Avonds wordt de nederlaag van de koning nagebootst.

- In juni wordt Kinderdag gevierd met speciale evenementen.

- In september wordt een jaarlĳks terugkerende tentoonstelling gehouden in het dorp, die wordt georganiseerd door lokale tuinders, met bloemstukken, groenten, fruit en fruitkunst.

### Journalistiek
Het gemeentebestuur publiceert elk kwartaal een krant genaamd Ledečák. Naast ambtenaren en lokale bewoners schrĳven ook bekende Tsjechen voor de krant, waaronder dr. Jiří Šíma, Hana Vavřincová en Růžena Stárková.

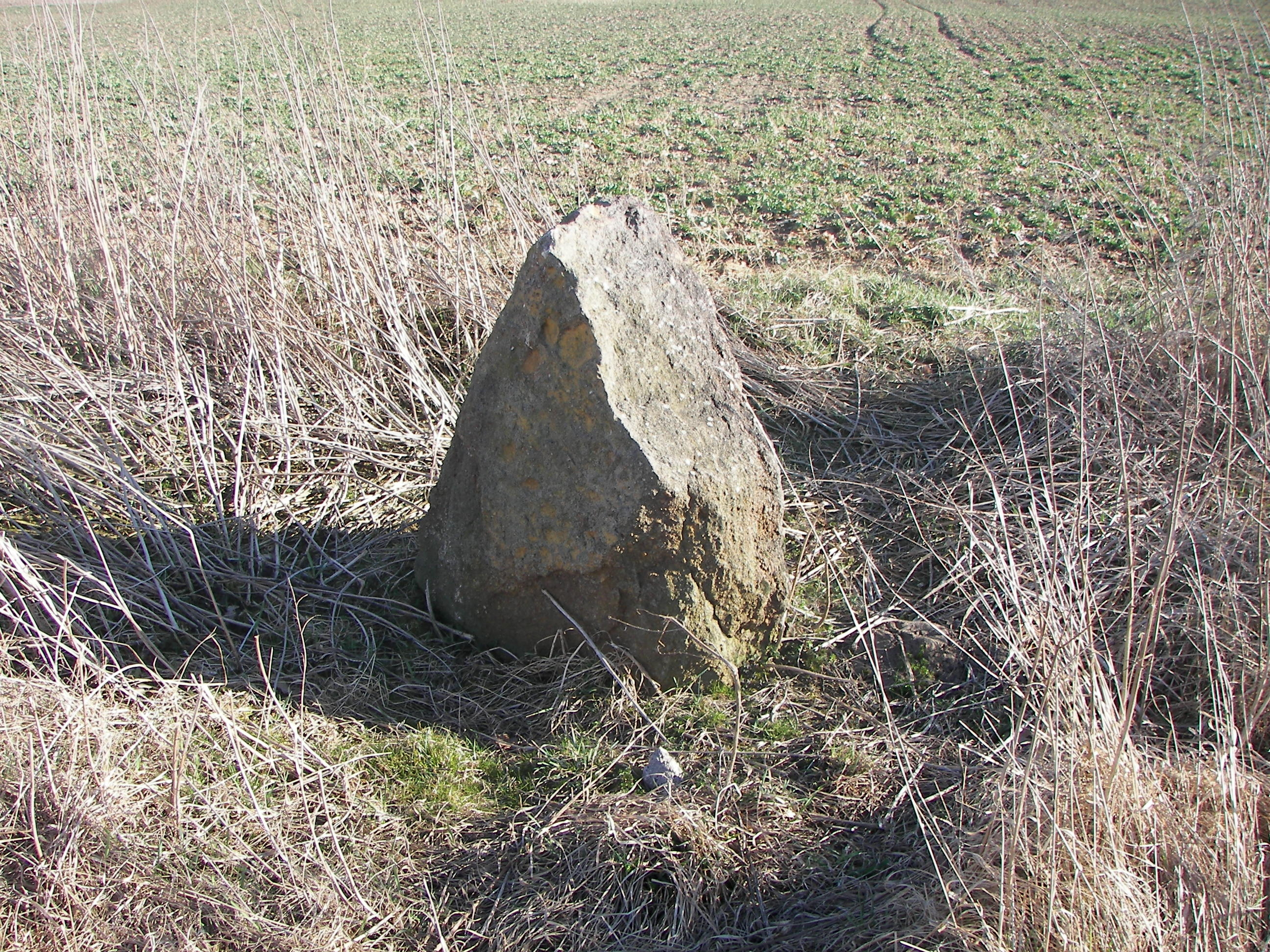
Een van de menhirs

### Menhirs
Tussen Ledce, Řisuty en Přelíc liggen 8 tot 11 menhirs, die 40 tot 90 cm hoog zijn. Samen vormen ze een bochtige stenenrĳ. Dit betreffen waarschijnlijk middeleeuwse grensstenen.

### Museum
In het voormalige schoolgebouw bij de vijver, gebouwd in 1897, is sinds 2005 het Klein-Aziëmuseum gevestigd. In het museum staan tradities, de hedendaagse cultuur en de relatie met Tsjechië van bepaalde Aziatische landen (onder meer Rusland, Japan, Zuid-Korea en Mongolië) centraal. Daarnaast is er een lokale ruimte met onder meer een herdenkingshal van Ledce en een tentoonstelling over het voormalige kuuroord Šternberk. Ook is er een bibliotheek met boeken uit en over Azië. Tot de Aziatische collectie behoren onder meer twee Mongoolse joerts, een Kazachse joert en diverse gebruiksvoorwerpen van armere en rĳkere Aziatische families.

### Sport
Er is een tennisvereniging met enkele velden in het dorp.

### Overig
In Ledce zĳn drie dorpscafés gevestigd. Ook is er een brandweerkazerne aanwezig.

## Verkeer en vervoer

### Autowegen
Er leiden verschillende regionale wegen naar het dorp.

### Spoorlĳnen
Er is geen station in Ledce. Het dichtstbĳzĳnde station is Kačice, op 5 km afstand aan spoorlĳn 120 Praag - Kladno - Rakovník. Daarnaast ligt op 7 km afstand station Slaný aan spoorlĳn 110 Kralupy nad Vltavou - Louny.

### Buslĳnen
Er zijn 3 bushaltes in het dorp, waar buslĳnen met de volgende bestemmingen halteren: Kladno, Nové Strašecí, Slaný, Smečno en Stochov.

## Bezienswaardigheden

### Gedenkbomen
Ledce heeft zes gedenkbomen en beschikt daarmee over de meeste van de regio.
- Zomereik in het voormalige kuuroord Šternberk, boven de vijver. Hij heeft een omtrek van 370 cm, een hoogte van 18-25 meter en een leeftijd van ongeveer 350 jaar. De eik is sinds 25 juli 1978 een gedenkboom.
- Zomereik, eveneens in Šternberk, maar aan de achterkant van het oord. Hij heeft een omtrek van 418 cm, een hoogte van 30 meter en is naar schatting 320 jaar oud. De boom op 25 juli 1978 verklaard tot gedenkboom. De beschermingszone rondom de boom is 13 meter.
- Zomereik, gelegen op het pad naar de bron in het voormalige kuuroord. Hij is 20 meter hoog en heeft een omtrek van 466 meter. De leeftĳd wordt geschat op minstens 400-550 jaar.[11] Het is daardoor de oudste boom van het dorp.[12]

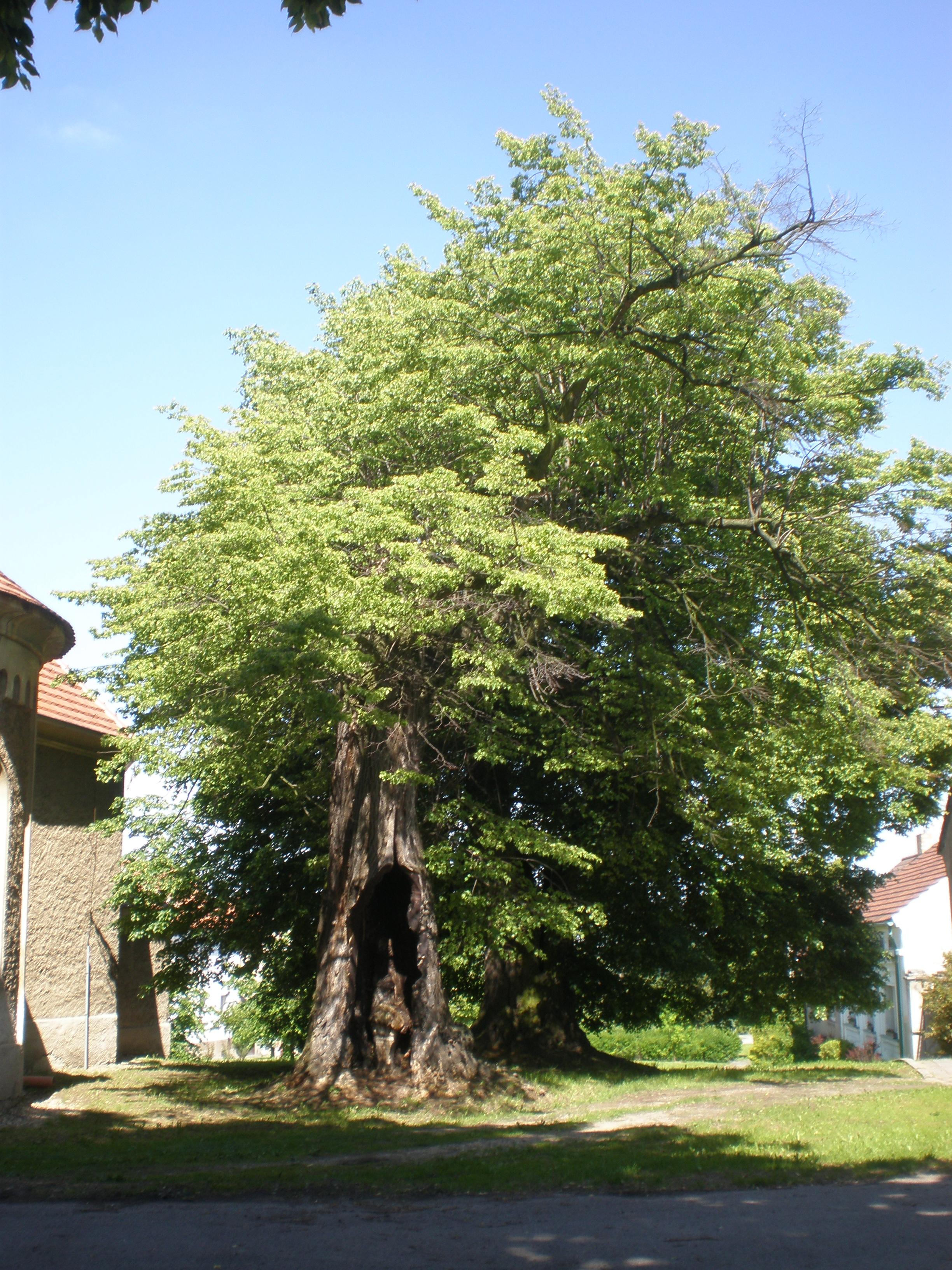
Monumentale zomerlinde

In de omgeving van de eiken staan nog meer eeuwenoude bomen, doch zonder gedenkstatus.
- Noorse esdoorn, die bij de eerder genoemde eiken staat, aan de achterkant van het oord. De omtrek is 333 cm, de hoogte 20 meter en de leeftijd 250 jaar.
- Twee winterlindes bij de kapel op het dorpsplein. Ze hebben een omtrek van respectievelĳk 505 en 425 cm, een hoogte van 18 en 19,5 meter en zĳn 250 jaar oud. Ze werden op 15 januari 1985 tot gedenkboom verklaard. De beschermingszone rondom is 16 meter.
- Zomerlinde in de richting van Šternberk. Hij staat in de tuin van huis nr. 140 en is 18 meter hoog en heeft een omtrek van 260 cm. De leeftĳd is vastgesteld op 120 jaar oud. De boom werd op 29 november 1996 tot gedenkboom verklaard. De beschermingszone is 6 meter.

### Overig
- Johannes-de-doperkapel op het dorpsplein

## Bekende inwoners
- František Beránek (1818-1901), molenaar in Šternberk;
- Václav Čížek, herbergier, oprichter van het vrijwillige brandweerkorps en de cultuurvereniging, en mede-oprichter van de Tsjechische kredietunie;
- Karel Novák, autodidactisch schilder die ook in Ledce schilderde;
- Antonín Koula (1889-1938), trombonist, directeur van het Tsjechisch Filharmonisch Orkest en hoogleraar aan het Praags Conservatorium;[13]
- Erna Červenven (1889-1938), trombonist;
- Erna Červená (1900-1985), actrice;[14]
- Ladislav Klátil (1909-1979), poppenspeler in Smečno, Slaný en Ledce;
- Stanislav Fischer (1936), astrofysicus en politicus;
- Jiří Šíma (1943), Mongools geleerde en sinoloog, oprichter van het Klein-Aziëmuseum en ereburger van Ledce;
- Vladimír Kubánek (1951), expert op het gebied van massavernietigingswapens en verdovende en psychotrope stoffen;
- Baldandorj Ariunzul (1976), Mongools kunstenares, vertaalster, fotografe en directeur van het museum in Ledce.[15]

## Galerĳ

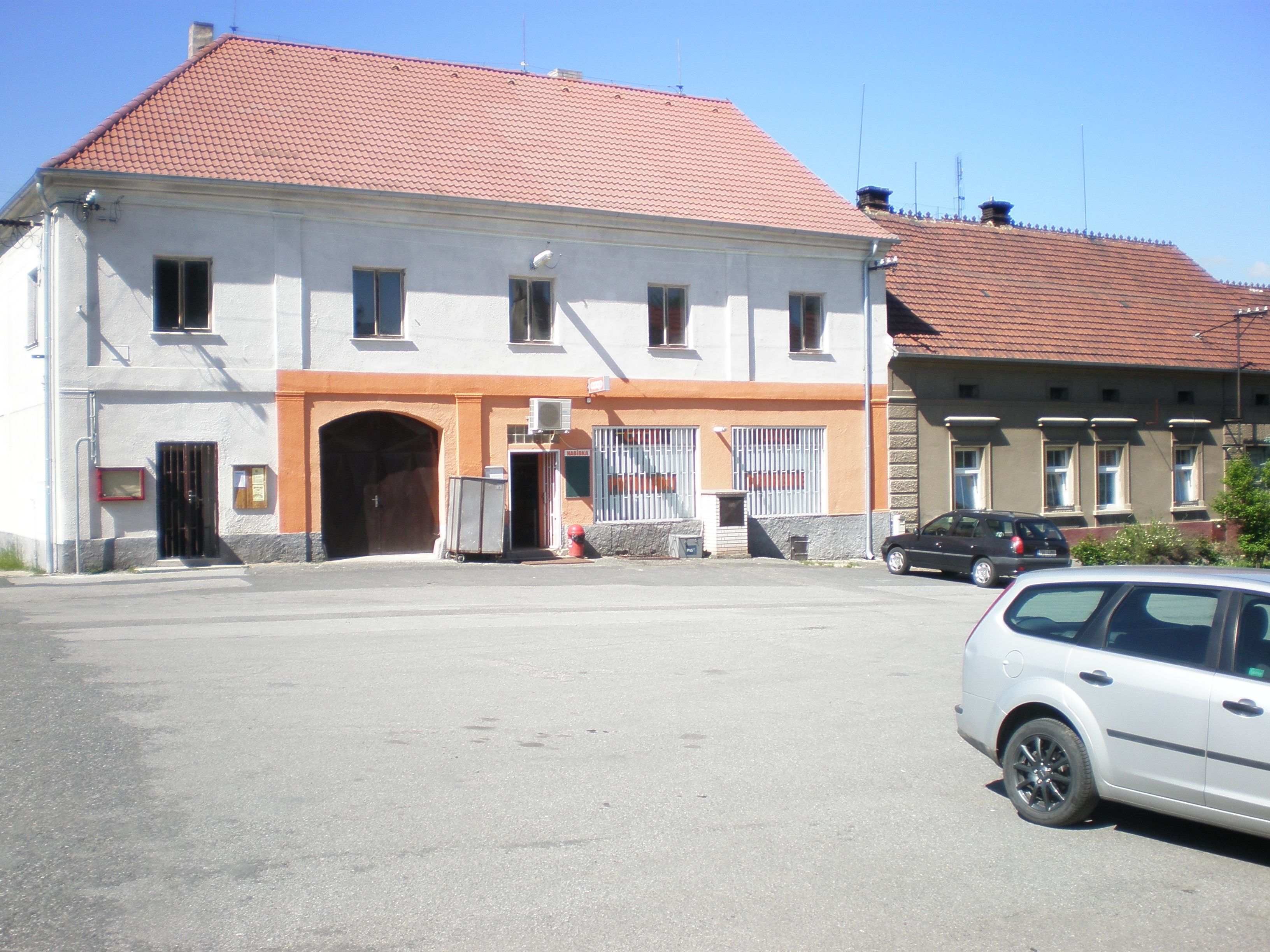
Winkel in Ledce
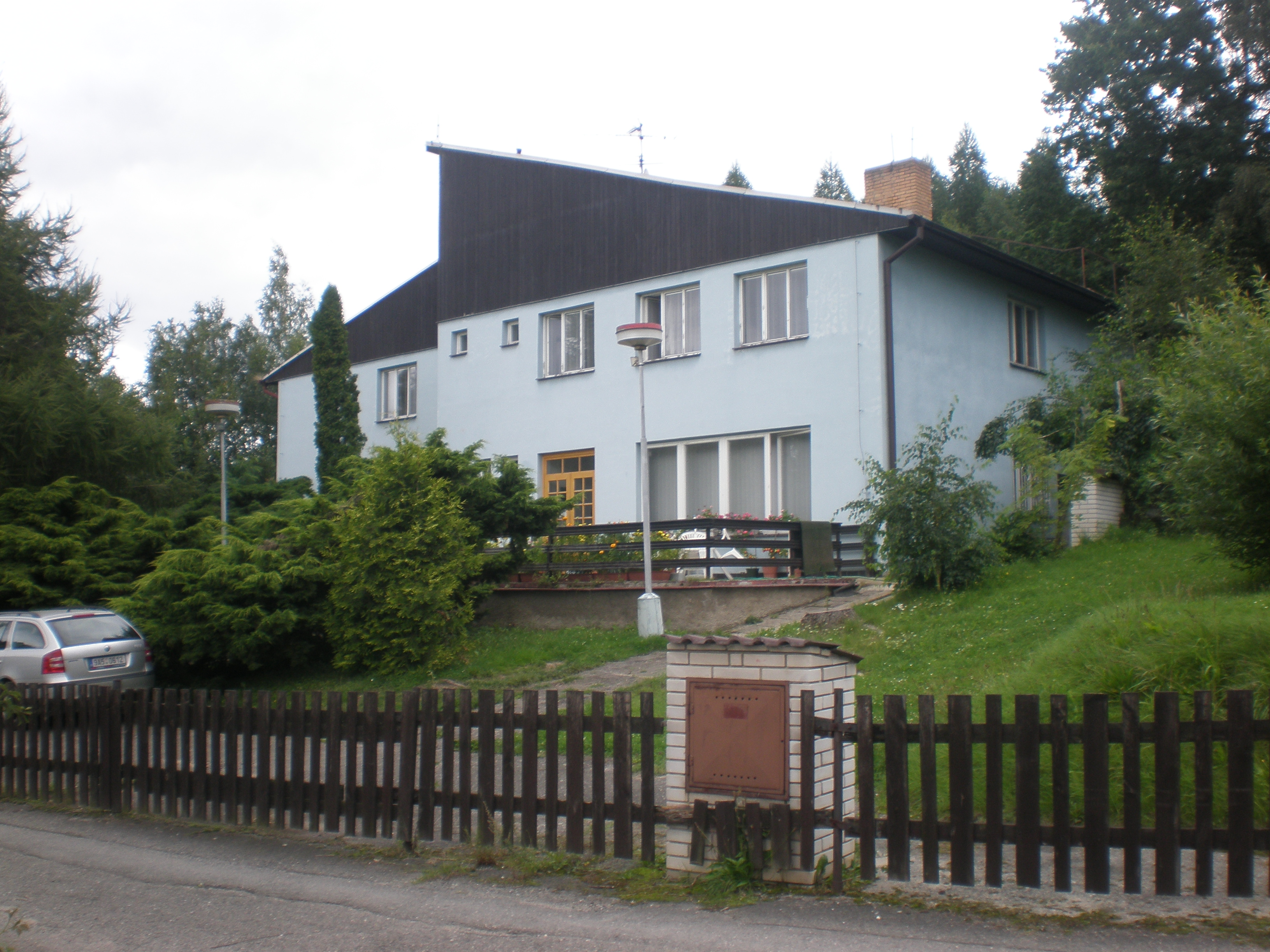
Pension Hrádek
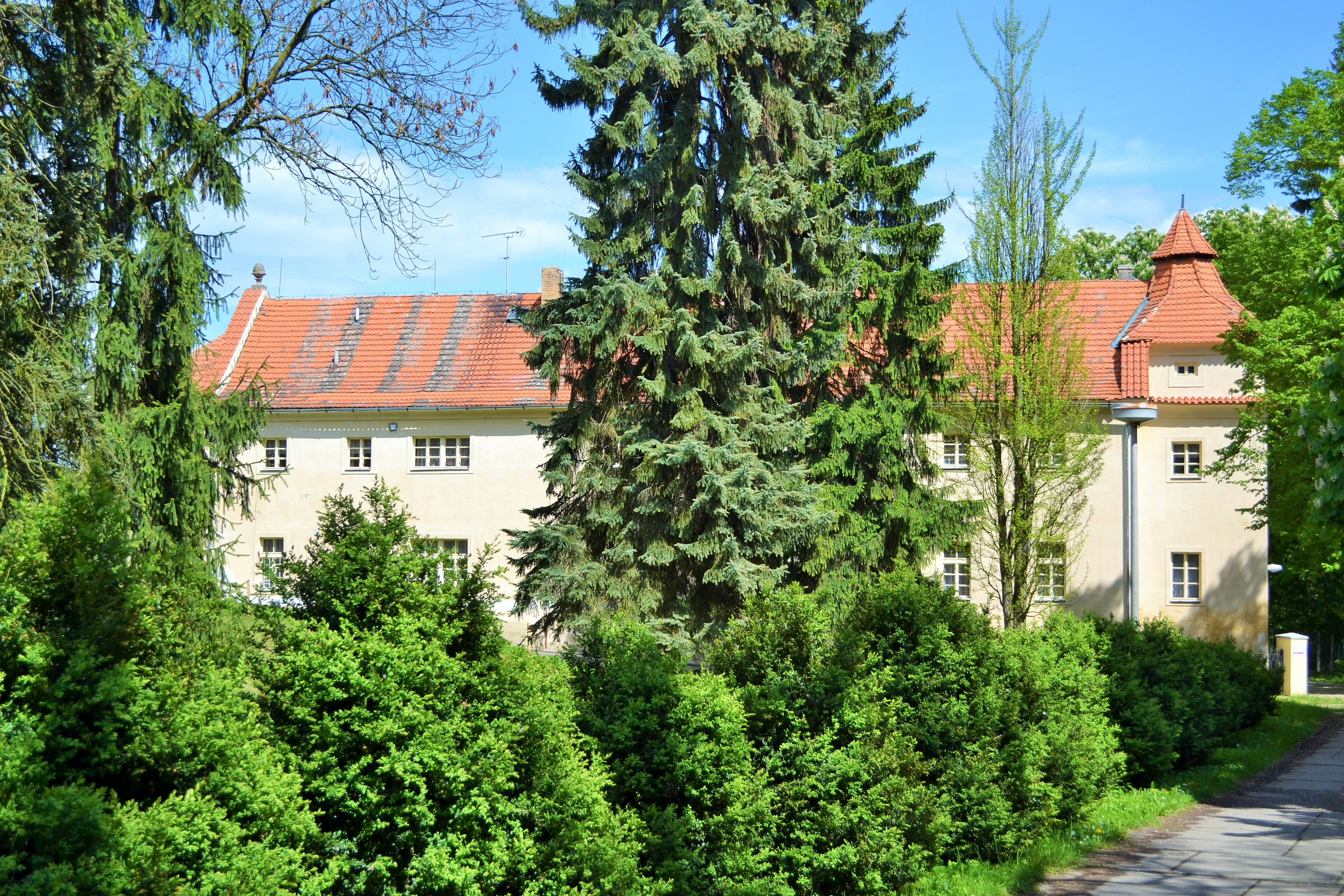
Monumentaal pand
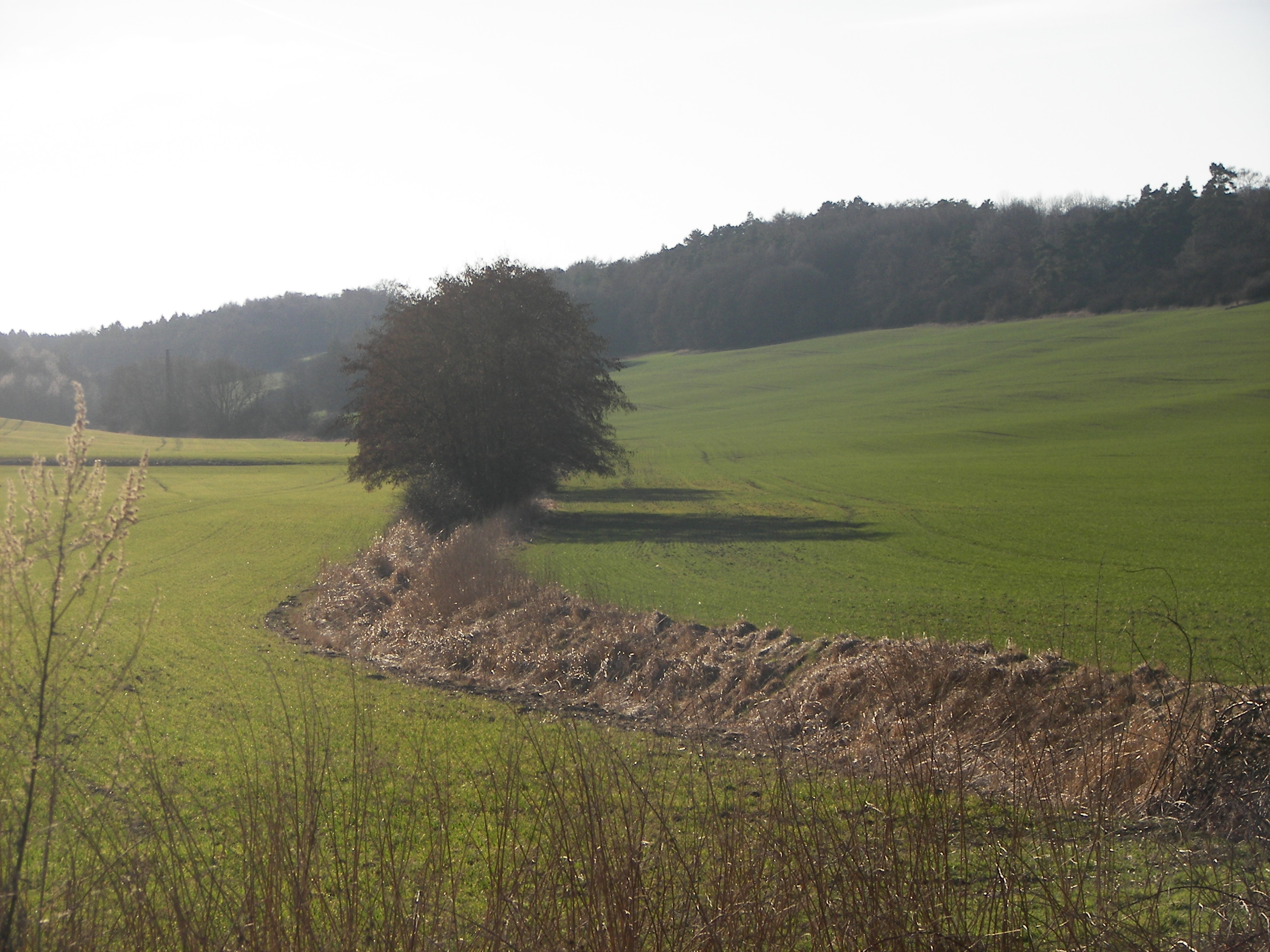
Drneckýbeek nabĳ het dorp
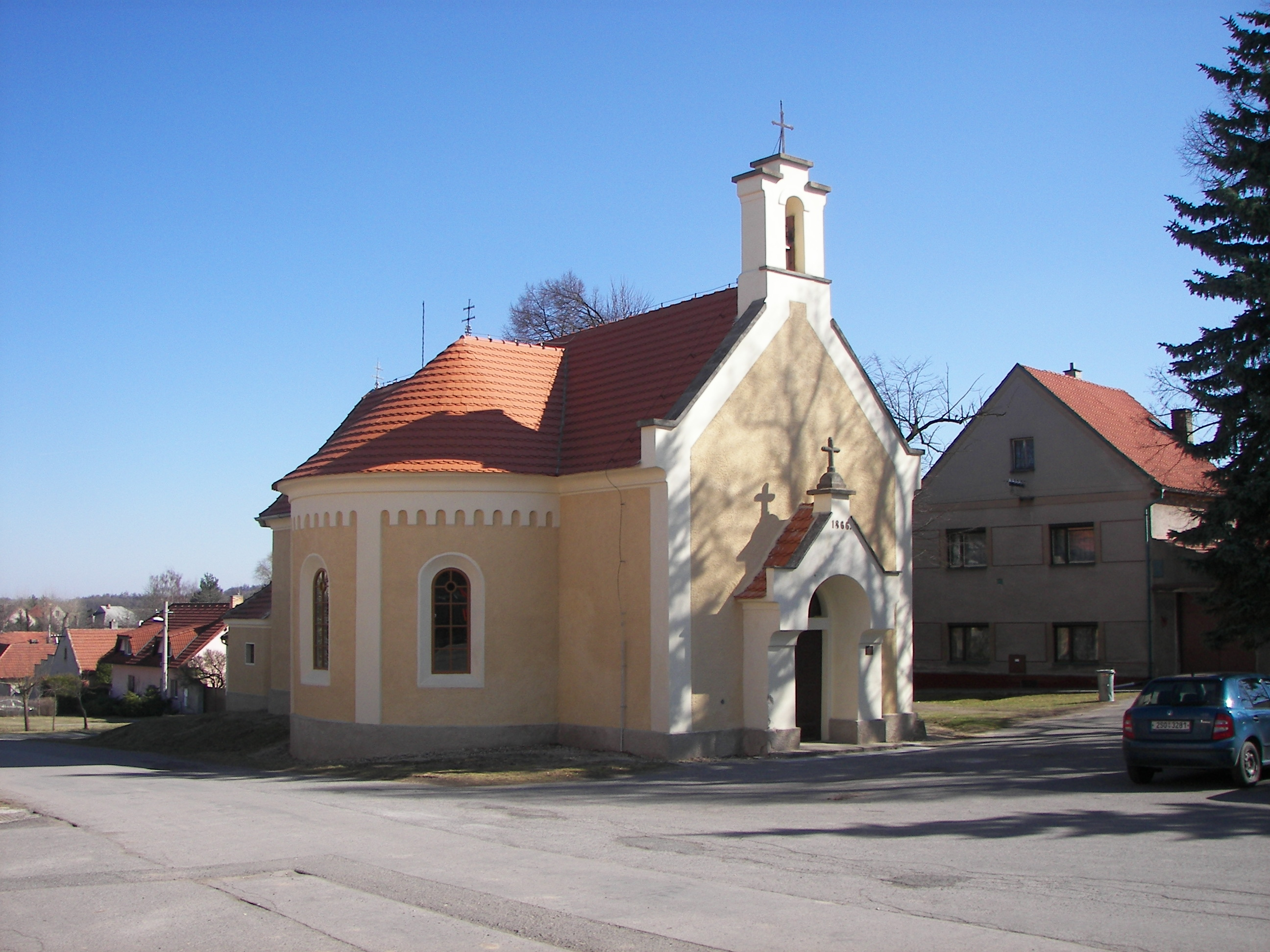
Johannes-de-doperkapel
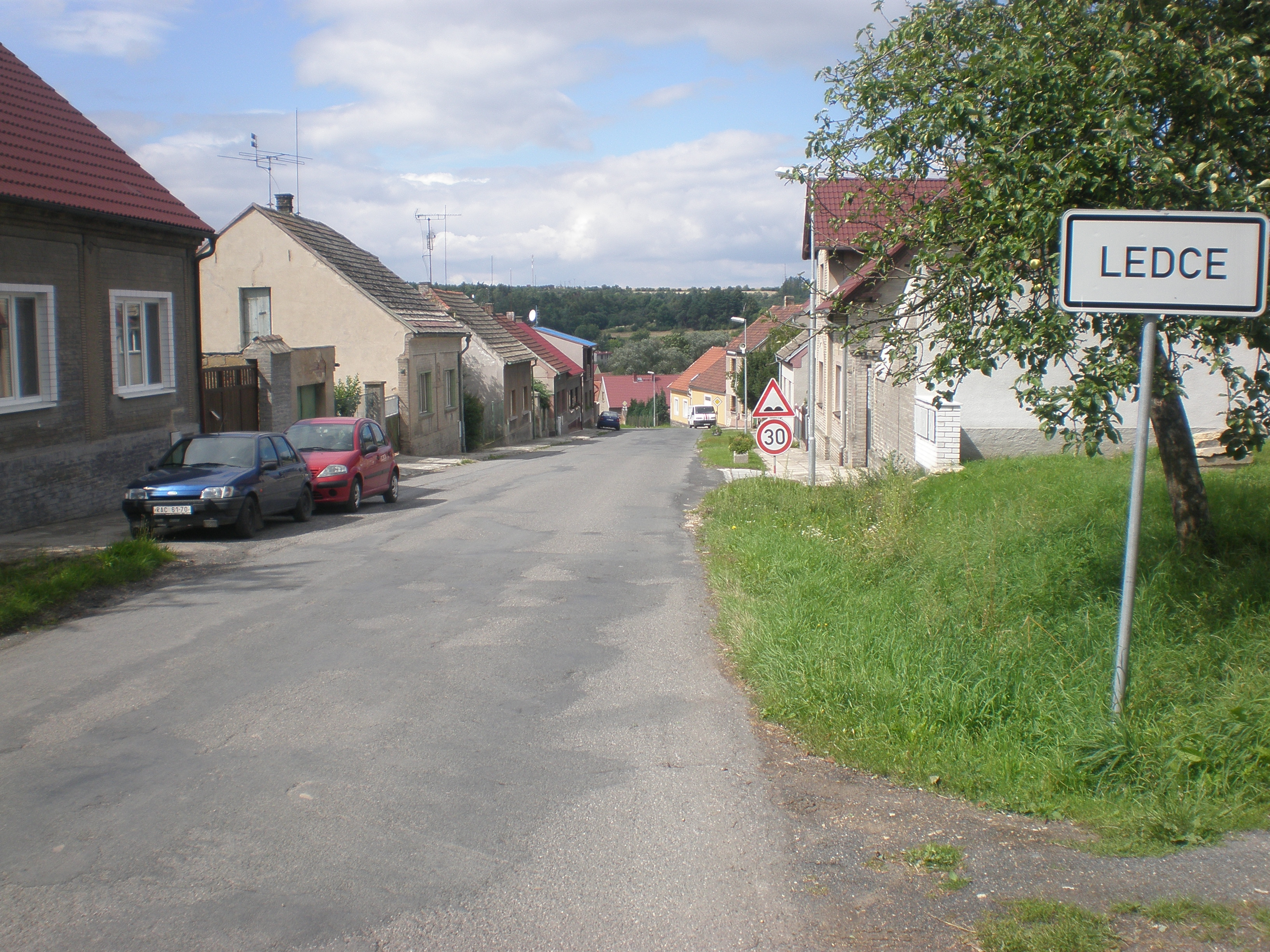
Weg uit Smečno
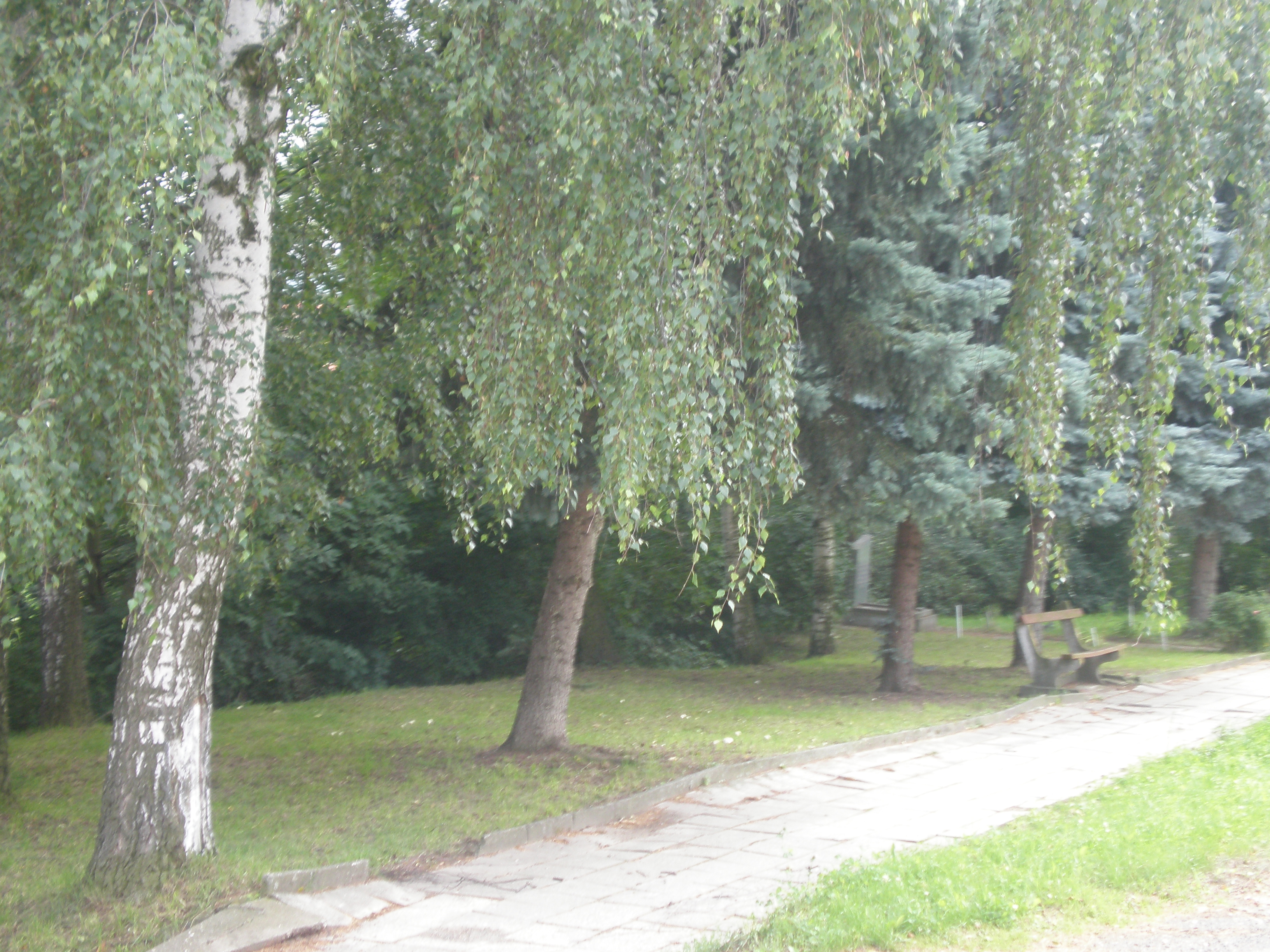
Park in Ledce